# Daniel Saifiti

a Compétitions nationales et continentales officielles uniquement.

b Matchs officiels uniquement.
Daniel Saifiti, né le 1er mai 1996 à Newcastle (Australie), est un joueur de rugby à XIII australien d'origine fidjienne au poste de pilier ou de troisième ligne dans les années 2010. Il fait ses débuts en National Rugby League en 2016 avec les Knights de Newcastle. Il connaît également des sélections pour le State of Origin avec la Nouvelle-Galles du Sud à partir de 2019 ainsi qu'avec la sélection des Fidji.

## Palmarès
- Collectif :
  - Vainqueur du State of Origin : 2019 et 2021 (Nouvelle-Galles du Sud).

## Détails

### En club
| Saison | Club              | Compétition | Matchs | Points | Essais | Buts | Drop |
| ------ | ----------------- | ----------- | ------ | ------ | ------ | ---- | ---- |
| 2016   | Newcastle Knights | NRL         | 20     | 4      | 1      | -    | -    |
| 2017   | Newcastle Knights | NRL         | 23     | 8      | 2      | -    | -    |
| 2018   | Newcastle Knights | NRL         | 21     | 12     | 3      | -    | -    |
| 2019   | Newcastle Knights | NRL         | 21     | -      | -      | -    | -    |
| 2020   | Newcastle Knights | NRL         | 14     | 12     | 3      | -    | -    |
| 2021   | Newcastle Knights | NRL         | 20     | 12     | 3      | -    | -    |
| 2022   | Newcastle Knights | NRL         | 19     | 8      | 2      | -    | -    |
| 2023   | Newcastle Knights | NRL         | 19     | 8      | 2      | -    | -    |